# Henri Van Haelen
Henri Van Haelen, né à Vilvorde le 23 juillet 1876 et mort à Schaerbeek en 1944 est un peintre, dessinateur, aquafortiste et graveur belge.

## Biographie

### Famille
Henri Van Haelen, né rue de Bruxelles no 22 à Vilvorde, est le fils d'Adolphe Henri Van Haelen (1841), né à Hal, cabaretier et de Sidonie Henriette De Blandre (1838), née à Tournai, cabaretière. Henri Van Haelen épouse le 11 juin 1904 à Gand Richilde De Baerdemaecker, née à Schellebelle (1880-1943). Le couple réside dans la maison atelier conçue par l'architecte Jean Coppieters, rue Giraud à Schaerbeek à partir de 1908.

### Formation
Henri Van Haelen étudie d'abord à l'Institut des beaux-arts d'Anvers, avant de se former à l'Académie royale des beaux-arts de Bruxelles de 1895 à 1897. En 1906, il obtient le second prix de Rome belge en gravure.

### Carrière
Après avoir exposé en 1905 à l'Exposition internationale des beaux-arts de Munich, et, en 1912, au cercle artistique de Bruxelles, il envoie Femme à l'éventail au Salon de Bruxelles de 1914.
De 1921 à 1944, Henri Van Haelen est professeur de dessin à l'Académie des beaux-arts de Bruxelles, où il parvient à rénover cet enseignement. Il forme de nombreux élèves, parmi lesquels Nicolas de Staël, Fernand Dresse, Léon Dieperinck, Auguste Vanderkelen, René Mels, Françoise Taylor, Gaston Bertrand et Jean Ransy.
Henri Van Haelen meurt, à l'âge de 68 ans, en 1944 à Schaerbeek.

## Œuvre

### Caractéristiques
Son champ pictural, de facture tantôt réaliste, tantôt idéaliste, couvre les portraits, les nus et les maternités. Ses portraits féminins, rayonnantes de jeunesse, avec les attributs de fleurs d'or, de pourpre ou de fruits abondants symbolisent leur beauté. Dans ses portraits masculins, comme ceux de l'ambassadeur Brand Whitlock, le peintre Charles Hermans, ou l'historien Henri Pirenne et ceux de vieillards et de paysans, son observation constitue un des dons les plus précieux de l'artiste.
En janvier 1912, Henri Van Haelen expose des pastels et des eaux-fortes au Cercle artistique de Bruxelles. Le quotidien Le Soir publie une notice élogieuse : « De beaux visages d'hommes et de femmes qui semblent méditer et poursuivre un rêve intérieur. L'Aveugle, La Famille et Les Sœurs sont des œuvres profondément senties, d'une exécution très fine et d'une véritable élévation de pensée ».
En décembre 1921, le peintre expose de nouveau au Cercle artistique et recueille une critique positive du journal Le Soir : « L'art de M. Henri Van Haelen est grave et méditatif, et cependant, la grâce n'en est pas exclue. Parfois, il se rapproche des réalités, parfois aussi, il se pare d'élégance, mais le plus souvent il se teinte d'idéalisme ».

### Galerie de gravures

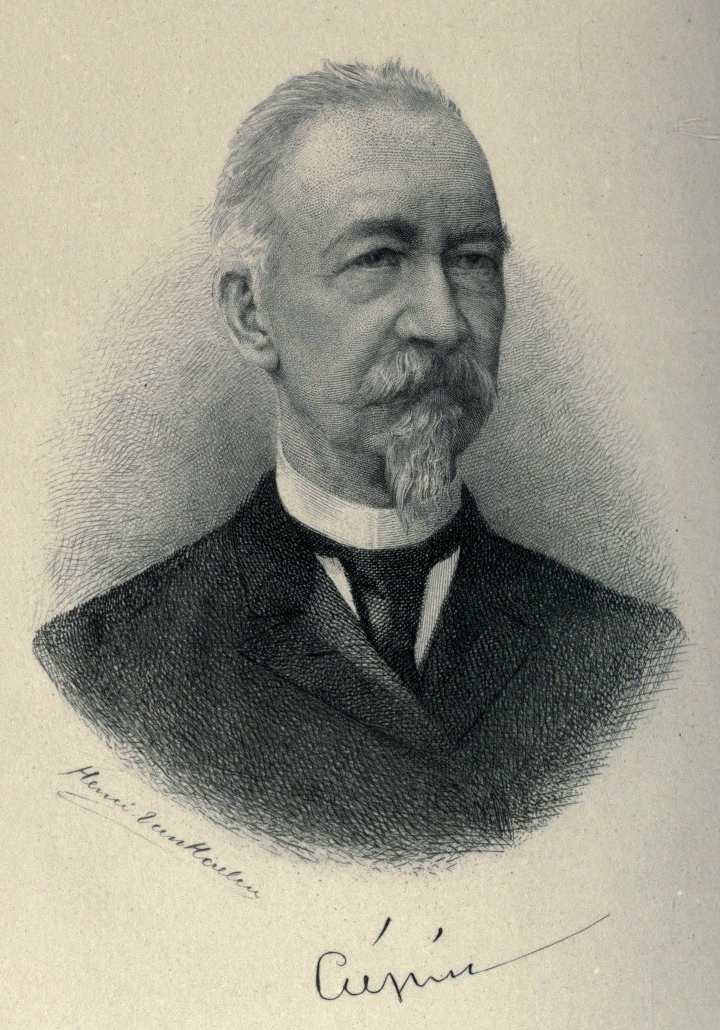
Portrait de François Crépin (1906).
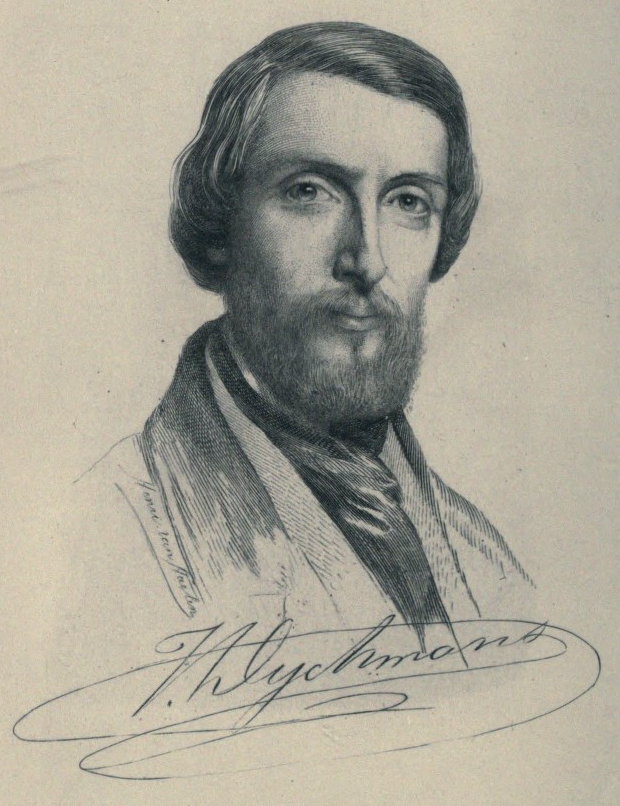
Portrait de Joseph Laurent Dyckmans (1908).
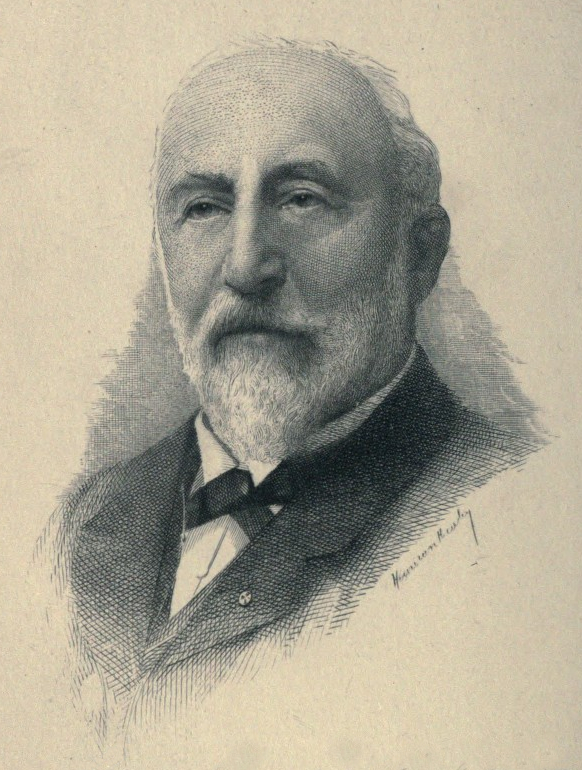
Portrait de Charles Duvivier (1911).
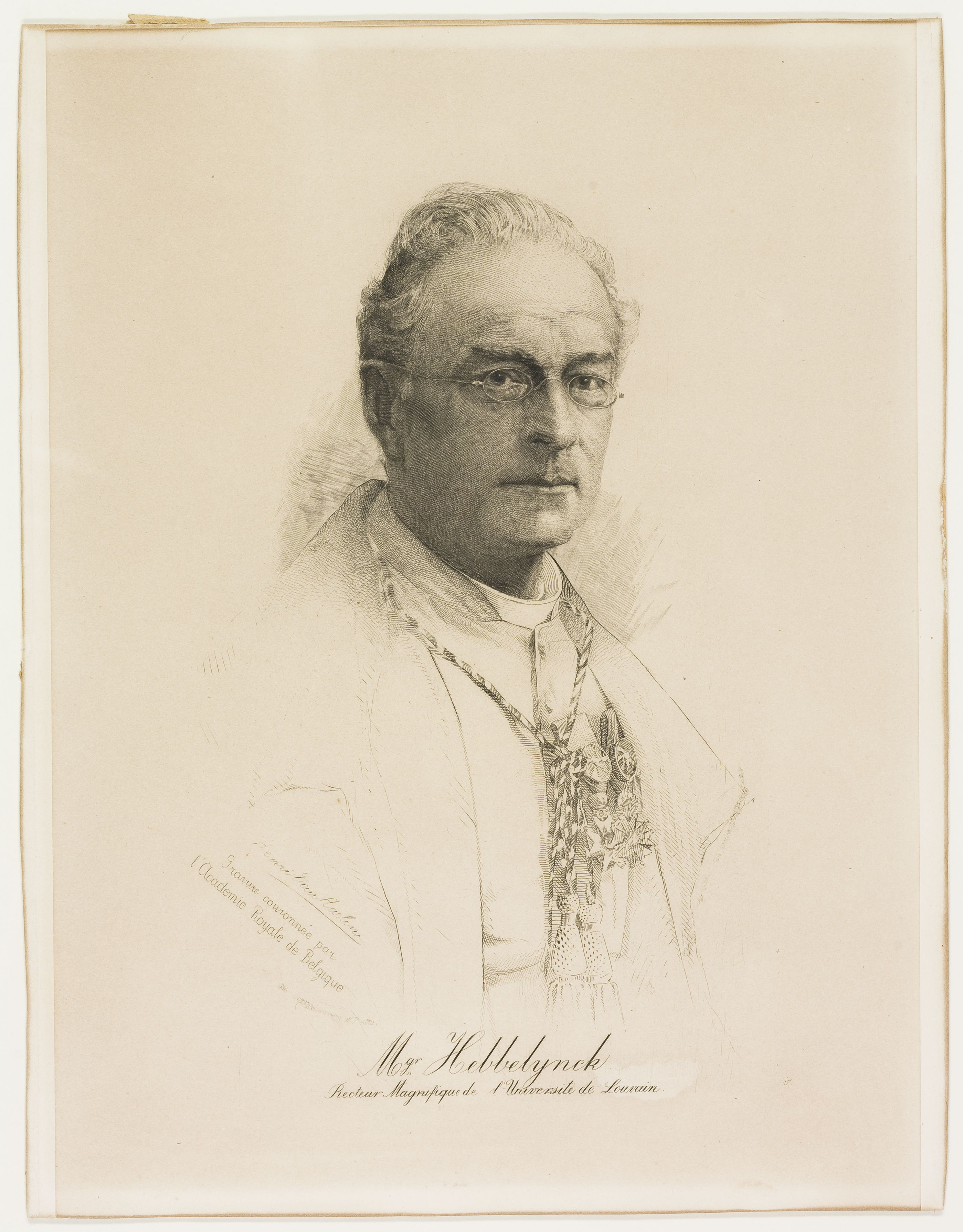
Portrait de Mgr Adolphe Hebbelynck.

### Collections muséales
- Musées royaux des Beaux-Arts de Belgique (Bruxelles) : Portrait de monsieur Brand Whitlock (1916), pastel sur papier, inventaire no 4146, format 56 × 41 cm, acquis de l'artiste à Vilvorde en 1919[6].
- Musée de la ville de Bruxelles : Portrait de Guillaume Des Marez (1916) et Portrait du marquis de Villalobar (1916) (pastels)[9].
- MoMuse à Molenbeek-Saint-Jean : Jeune fille (huile sur toile) et Bébé endormi (s.d.), dessin au pastel[9].